# 長田澪
ミオ・バックハウス（Mio Backhaus 日本名：長田 澪 ながた みお、2004年4月16日 - ）は、ドイツ・ノルトライン＝ヴェストファーレン州メンヒェングラートバッハ出身のサッカー選手。日系ドイツ人。ブンデスリーガ・ヴェルダー・ブレーメン所属。ポジションはゴールキーパー。

## 来歴
父はドイツ人（2024年時点で東京の大学で教授を務めている）、母は日本人。ドイツ・ノルトライン＝ヴェストファーレン州メンヒェングラートバッハ生まれ。小学生年代より川崎フロンターレの下部組織に入団し、フロンターレアカデミーでは高井幸大や松長根悠仁と共にプレーした 。2018年に川崎フロンターレU13からドイツに戻り、ヴェルダー・ブレーメンの下部組織に加入。
2023年シーズンより、FCフォレンダムに期限付き移籍。

## 所属クラブ
- 有馬フレンズFC 兼 川崎フロンターレスクール
- 2015年 - 2016年  川崎フロンターレU-12
- 2017年  川崎フロンターレU-13
- ヴェルダー・ブレーメンU-15
- ヴェルダー・ブレーメンU-17
- ヴェルダー・ブレーメンU-19
- ヴェルダー・ブレーメンⅡ
- 2022年 - ヴェルダー・ブレーメン
  - 2023年7月 -　2024年6月  FCフォレンダム（期限付き移籍）

## 個人成績
| 国内大会個人成績 | 国内大会個人成績 | 国内大会個人成績 | 国内大会個人成績       | 国内大会個人成績 | 国内大会個人成績 | 国内大会個人成績 | 国内大会個人成績 | 国内大会個人成績 | 国内大会個人成績 | 国内大会個人成績 | 国内大会個人成績 |
| 年度             | クラブ           | 背番号           | リーグ                 | リーグ戦         | リーグ戦         | リーグ杯         | リーグ杯         | オープン杯       | オープン杯       | 期間通算         | 期間通算         |
| 年度             | クラブ           | 背番号           | リーグ                 | 出場             | 得点             | 出場             | 得点             | 出場             | 得点             | 出場             | 得点             |
| ドイツ           | ドイツ           | ドイツ           | ドイツ                 | リーグ戦         | リーグ戦         | リーグ杯         | リーグ杯         | DFBポカール      | DFBポカール      | 期間通算         | 期間通算         |
| ---------------- | ---------------- | ---------------- | ---------------------- | ---------------- | ---------------- | ---------------- | ---------------- | ---------------- | ---------------- | ---------------- | ---------------- |
| 2022-23          | ブレーメンⅡ      | 37               | レギオナルリーガ・北部 | 9                | 0                | -                | -                | 0                | 0                | 9                | 0                |
| オランダ         | オランダ         | オランダ         | オランダ               | リーグ戦         | リーグ戦         | リーグ杯         | リーグ杯         | KNVBカップ       | KNVBカップ       | 期間通算         | 期間通算         |
| 2023-24          | FCフォレンダム   | 1                | エールディヴィジ       | 33               | 0                | -                | -                | 1                | 0                | 34               | 0                |
| ドイツ           | ドイツ           | ドイツ           | ドイツ                 | リーグ戦         | リーグ戦         | リーグ杯         | リーグ杯         | DFBポカール      | DFBポカール      | 期間通算         | 期間通算         |
| 2024-25          | ブレーメン       | 30               | ブンデス1部            | 0                | 0                | -                | -                | 0                | 0                | 0                | 0                |
| 通算             | ドイツ           | ドイツ           | ブンデス1部            | 0                | 0                | -                | -                | 0                | 0                | 0                | 0                |
| 通算             | ドイツ           | ドイツ           | レギオナル             | 9                | 0                | -                | -                | 0                | 0                | 9                | 0                |
| 通算             | オランダ         | オランダ         | エールディヴィジ       | 33               | 0                | -                | -                | 1                | 0                | 34               | 0                |
| 総通算           | 総通算           | 総通算           | 総通算                 | 42               | 0                | 0                | 0                | 1                | 0                | 43               | 0                |